# 吴韫山
吴韫山（1905年—1974年），安徽休宁人，中华人民共和国政治人物。
担任河北省工商联主任委员。1954年，当选第一届全国人民代表大会代表。